# Караулеби
Караулеби (груз. ქარაულები) — село в Грузии, на территории Душетского муниципалитета края (мхаре) Мцхета-Мтианети.

## География
Село находится в северо-восточной части Грузии, на расстоянии приблизительно 3 километров (по прямой) к северу от города Душети, административного центра муниципалитета. Абсолютная высота — 1197 метров над уровнем моря.

## Население
По результатам официальной переписи населения 2014 года в Караулеби проживало 6 человек (3 мужчины и 3 женщины). В национальной структуре населения грузины составляли 100 %.
| Год  | Население, человек |
| ---- | ------------------ |
| 2002 | 18                 |
| 2014 | ↘ 6                |